# Mariivka, Melitopol
Mariivka (în ucraineană Мар`ївка, în germană Marienfeld) este un sat în comuna Poleanivka din raionul Melitopol, regiunea Zaporijjea, Ucraina. Satul a fost locuit de germanii pontici.   

## Demografie
Componența lingvistică a localității Mariivka
     Rusă (57,23%)
     Ucraineană (42,77%)
Conform recensământului din 2001, majoritatea populației localității Mariivka era vorbitoare de rusă (57,23%), existând în minoritate și vorbitori de ucraineană (42,77%).